# Boiga ceylonensis
Boiga ceylonensis är en ormart som beskrevs av Günther 1858. Boiga ceylonensis ingår i släktet Boiga och familjen snokar. Inga underarter finns listade.
Arten förekommer i Sri Lanka och södra Indien. Honor lägger ägg.

## Bildgalleri

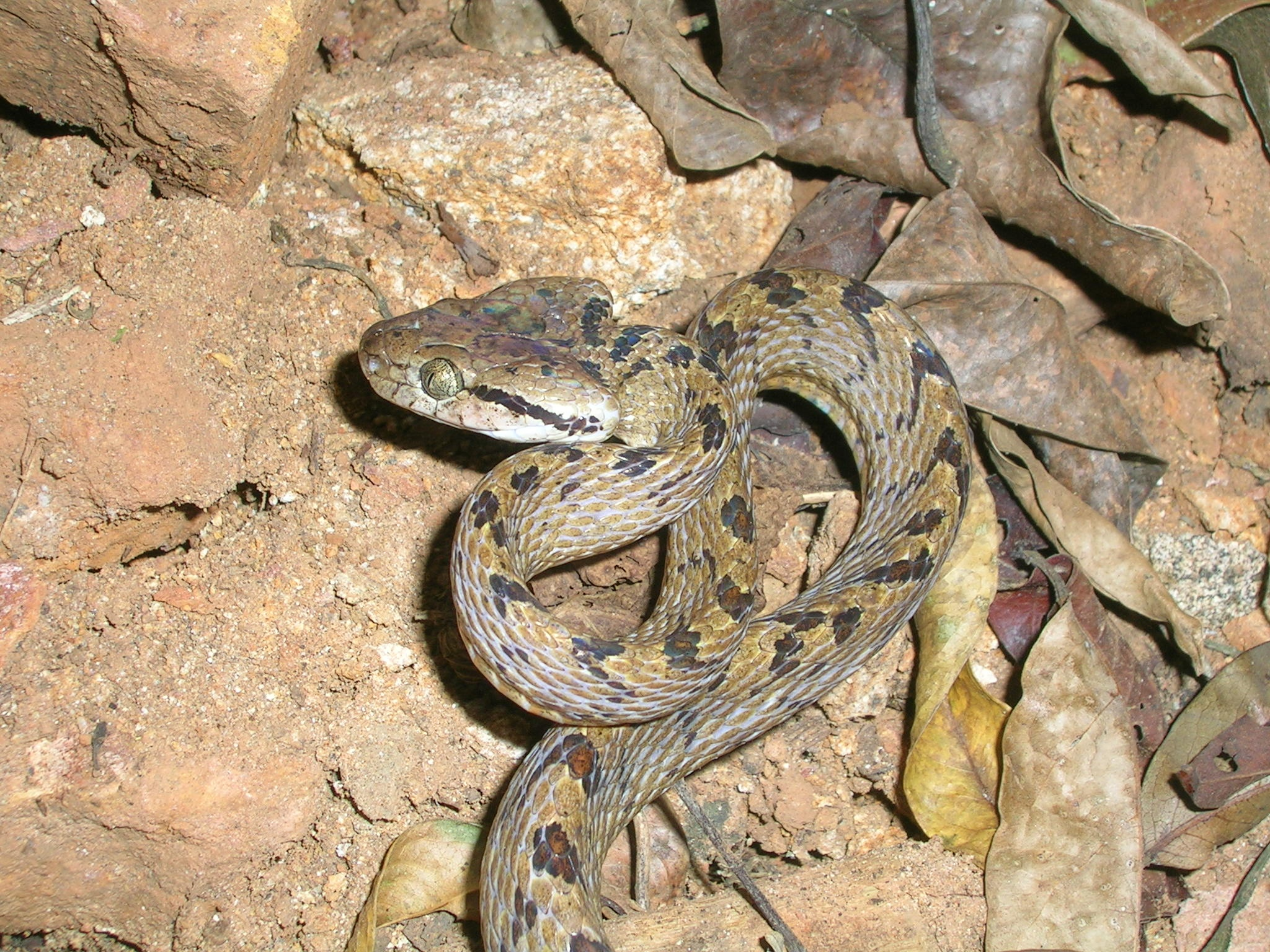
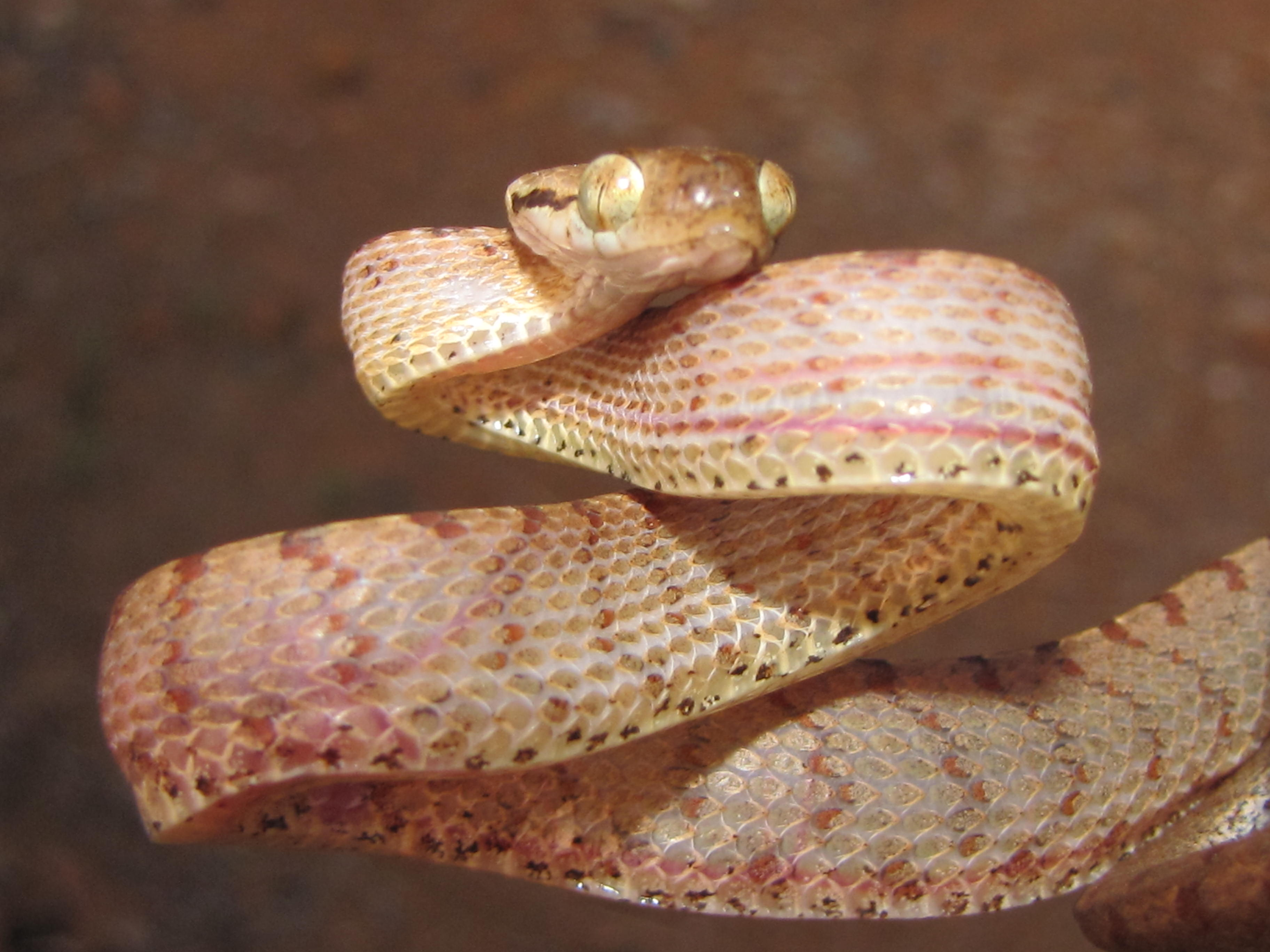
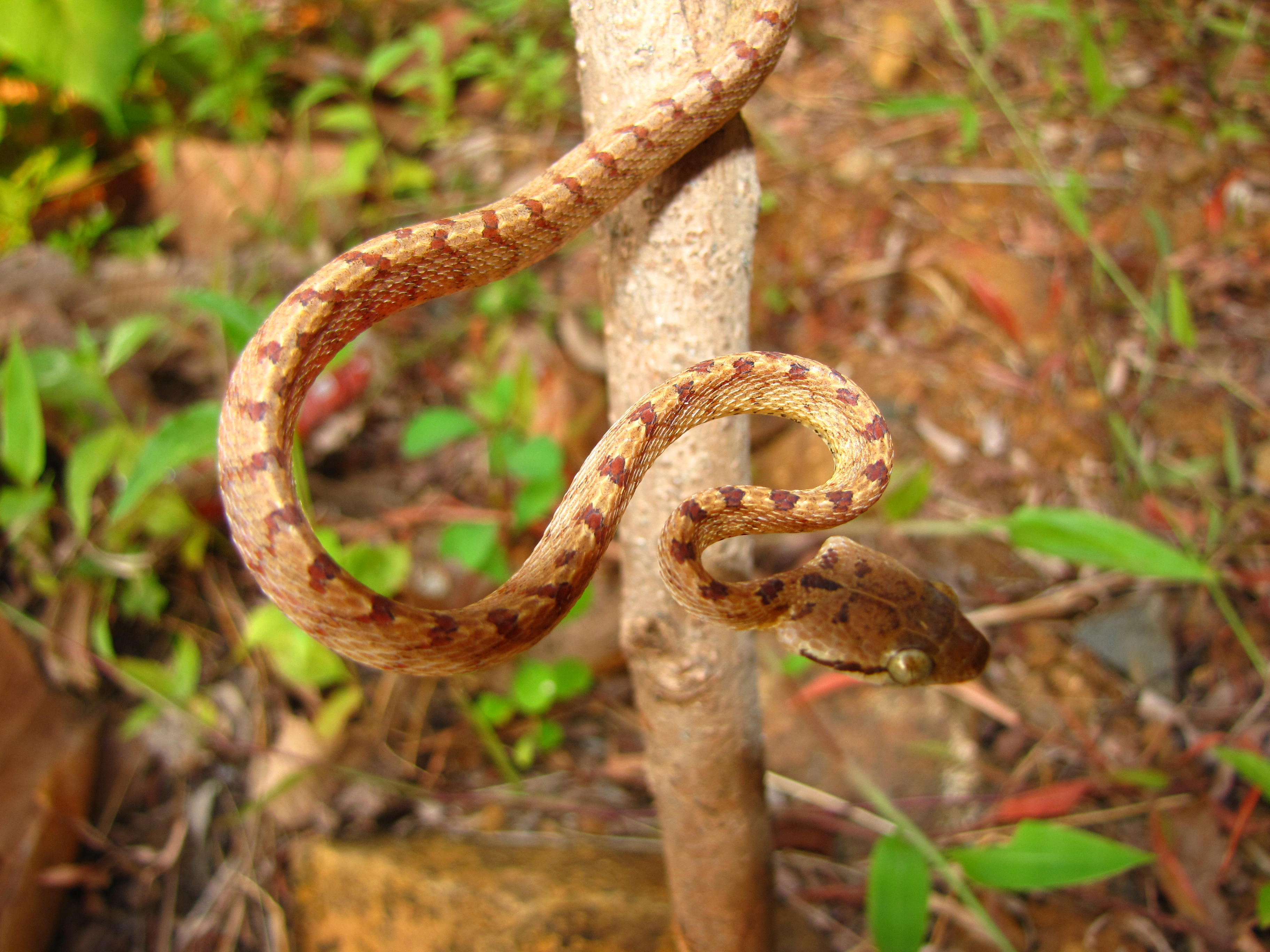
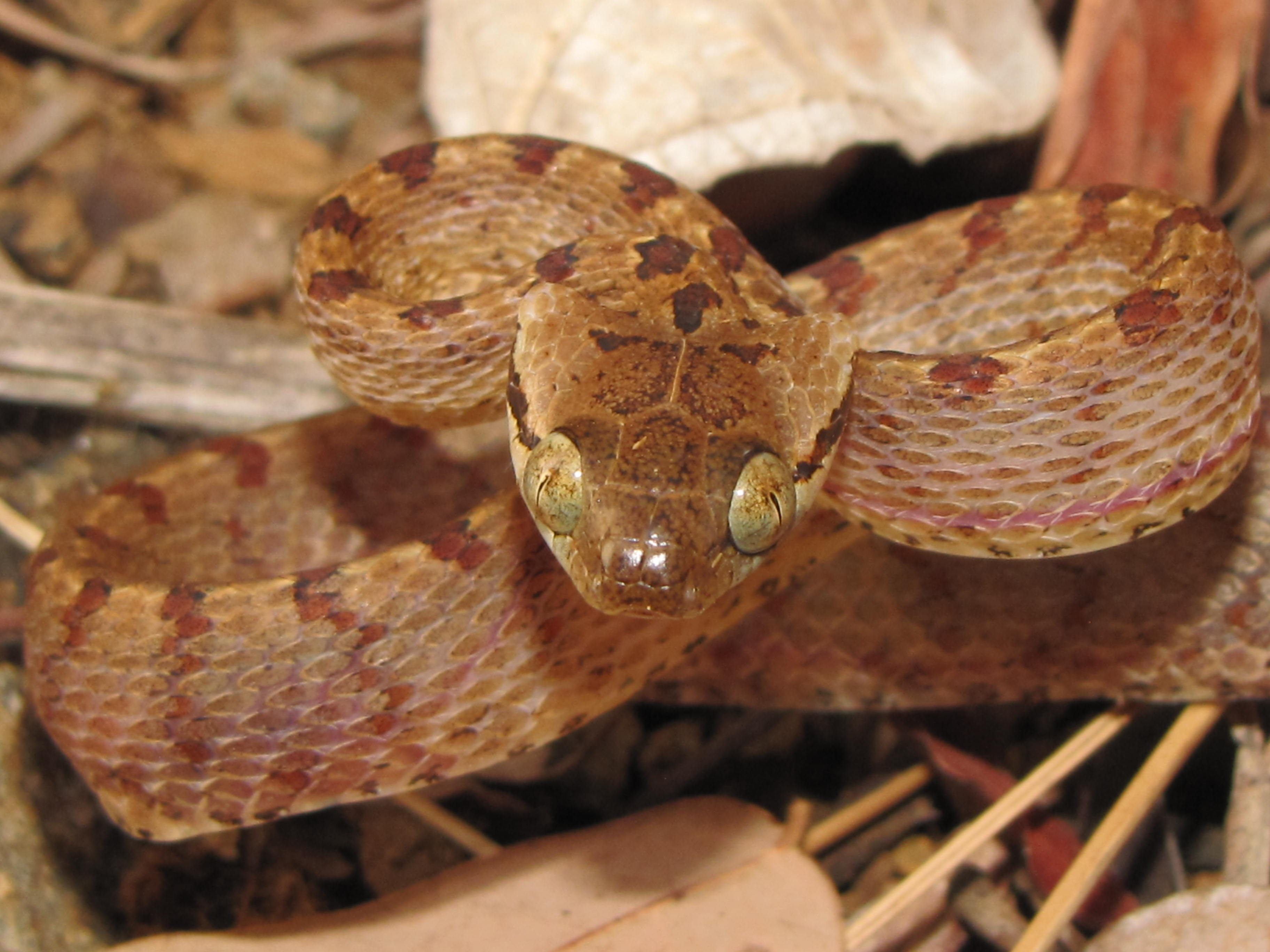